# Women's Rugby Super Series
La Women's Rugby Super Series fue un torneo internacional de selecciones femeninas de rugby que organiza a intervalos irregulares la World Rugby.

## Campeonatos
| Edición | Año  | Campeón       | 2º puesto     | 3º puesto      | 4º puesto      | 5º puesto      |
| ------- | ---- | ------------- | ------------- | -------------- | -------------- | -------------- |
| I       | 2015 | Nueva Zelanda | Inglaterra    | Estados Unidos | Canadá         |                |
| II      | 2016 | Canadá        | Inglaterra    | Francia        | Estados Unidos |                |
| III     | 2017 | Inglaterra    | Nueva Zelanda | Canadá         | Australia      |                |
| IV      | 2019 | Nueva Zelanda | Inglaterra    | Francia        | Canadá         | Estados Unidos |

## Posiciones
Número de veces que los equipos ocuparon cada posición en todas las ediciones.
| Equipo         | Campeón | 2º puesto | 3º puesto | 4º puesto | 5º puesto |
| -------------- | ------- | --------- | --------- | --------- | --------- |
| Nueva Zelanda  | 2       | 1         |           |           |           |
| Inglaterra     | 1       | 3         |           |           |           |
| Canadá         | 1       |           | 1         | 2         |           |
| Estados Unidos |         |           | 1         | 1         | 1         |
| Francia        |         |           | 2         |           |           |
| Australia      |         |           |           | 1         |           |